# Männen från storskogen
Männen från storskogen är en amerikansk film från 1936 i regi av William Wyler och Howard Hawks. För sin insats i filmen tilldelades Walter Brennan sin första Oscar i kategorin "bästa manliga biroll". Filmen var även nominerad i kategorin för bästa klippning.

## Rollista
- Edward Arnold - Barney Glasgow
- Joel McCrea - Richard Glasgow
- Frances Farmer - Lotta
- Walter Brennan - Swan Bostrom
- Mady Christians - Karie
- Mary Nash - Emma Louise
- Andrea Leeds - Evvie
- Edwin Maxwell - Sid LeMaire
- Cecil Cunningham - Josie
- Charles Halton - Mr. Hewitt